# 夢見照うた
夢見照 うた（ゆめみて うた、1998年12月5日 - ）は、日本のAV女優。

## 略歴
福岡県出身。2019年4月、ケイ・エム・プロデュース傘下のmillion専属でデビュー。
高校生時代に経験した「日本3大アイドルグループオーディション最終選考に合格!」というキャッチフレーズでデビュー。1グループ目は母とライブに通いつめたグループで、半ば記念受験だったこと、触覚ヘア禁止と言われたことで辞退。2グループ目は合格したものの茶髪を指摘されて辞退。3グループ目は規律の厳しさを聞いて及び腰になってしまったため辞退している。のちに辞退は「JKのノリ」だったと回顧している。
アイドル業に興味は薄かったものの経験はしてみたいと、その後秋葉原を拠点にする小さなグループに入るが、前述のグループとの格差を改めて感じ1年間で卒業(実際には重大なルール違反により９ヶ月で解雇)メイド喫茶で働きながらAV女優のアイドル活動を知り、イベントに赴くようになる。マネージャーでもいいから近づきたいとAV女優の芸能事務所を「就活」として回り、C-more エンターテイメントに女優として所属。
「もちろん（裸に）抵抗はありました。でも観てくれる男性を元気にするんだから、国民的アイドルもAV女優も変わりはないって思った」と自身の選択を述べている。
2020年4月16日、2018年1月25日にTBS系列にて放送されたテレビ番組、『ニンゲン観察バラエティ モニタリング』の番組内の企画『もしも突然アナタの隣に阿部寛が現われたら…」で、俳優の阿部寛を接客したメイド「えり」本人である事をTwitter上で公表した。
2020年7月をもってmillion専属を卒業。以降は企画単体女優として活動。
2020年11月2日、C-more エンターテイメント所属からティーパワーズに事務所を移籍。同月17日、芸名をすべてひらがなの「ゆめみてうた」に改名したことを報告。
2021年1月24日、一般人になったとツイート。同年12月26日、自身のTwitterにて正式に引退したことを発表。
2022年2月7日、芸名を夢美弖うた（ゆめみてうた）に改め、AV女優復帰を告知。事務所はLIGHTに所属する。

## 人物
趣味はNetflix（アメリカンコメディ）鑑賞、アイドルの追っかけ（ハロプロ）。特技は面接対応、トワリングバトン、こよりでくしゃみを出すこと。モダンバレエ経験者。
プライベート男性経験人数はひとりのみ。
インタビュアーはキャラクターを「生命力にあふれている子」と表現しており、お笑いコンビ・スピードワゴンの2人からは「（アイドルというより）バラエティー向き」と指摘されている。
幼い顔や背が低い等見た目のロリ要素でふわふわした女の子だと思われやすいが、本人は思ったことをハキハキとストレートに発言するタイプで、女の子っぽいイメージを押し付けられるのを快く思っていない。
変わった芸名は自身が名付け親で、漫画『賭ケグルイ』の登場人物、夢見弖ユメミ（ゆめみてユメミ）、アニメ『おねがいマイメロディ』の登場人物、夢野歌（ゆめのうた）から採られている。なお姓名判断で占った結果、“全部完璧で運気最強、人気最強”だったという。

## 作品

### アダルトDVD
| 発売日   | タイトル | 規格   | 品番       | メーカー          | 備考                          |
| 2019年   | 2019年 | 2019年 | 2019年     | 2019年            | 2019年                        |
| -------- | --- | ------ | ---------- | ----------------- | ----------------------------- |
| 4月12日  | ザ・ラスト・アイドル・デビュー | DVD    | MKMP-270   | million           |                               |
| 4月12日  | ザ・ラスト・アイドル・デビュー | BD     | BDMKMP-270 | million           |                               |
| 5月17日  | キュリオシティー | DVD    | MKMP-275   | million           |                               |
| 6月14日  | 君のスペクトル | DVD    | MKMP-280   | million           |                               |
| 7月12日  | 恋するシニフィアンと裸足のココロ | DVD    | MKMP-285   | million           |                               |
| 7月12日  | 恋するシニフィアンと裸足のココロ | BD     | BDMKMP-285 | million           |                               |
| 8月9日   | 夏色スタッカート | DVD    | MKMP-289   | million           |                               |
| 9月13日  | 君は僕のポラリス | DVD    | MKMP-293   | million           |                               |
| 10月11日 | お願い、もうおうちに帰らせて… | DVD    | MKMP-298   | million           |                               |
| 11月8日  | あの日、私は知らない男たちのおもちゃにされたの。                                                                                    | DVD    | MKMP-303   | million           |                               |
| 12月13日 | 先生、『中出し』教えて欲しいナ。 | DVD    | MKMP-308   | million           |                               |
| 2020年   | |        |            |                   |                               |
| 1月17日  | 女子校生痴漢電車 私を見ている視線… それは… とても恐ろしいことの始まりでした…                                                        | DVD    | MKMP-314   | million           |                               |
| 2月14日  | こっそり隠れて患者さんにエッチな看護をいっぱいしちゃう新人ナース                                                                    | DVD    | MKMP-320   | million           |                               |
| 3月13日  | 今夜、僕は君の夢を見て眠る。 | DVD    | MKMP-325   | million           |                               |
| 4月10日  | 裏オプ 〜おしっこプレイが止まらない制服リフレNo.1アイドル〜                                                                         | DVD    | MKMP-329   | million           |                               |
| 5月15日  | ぶっかけ解禁 53発 | DVD    | MKMP-334   | million           |                               |
| 6月12日  | キメセク 〜カワイイ研修医学生のアヘ顔SEX〜                                                                                          | DVD    | MKMP-339   | million           |                               |
| 7月10日  | 大・乱・交 中出し13連発 | DVD    | MKMP-343   | million           |                               |
| 8月18日  | 「マジ天使!?」 骨折してオナニーできない僕のチ●コは我慢の限界! それを見かねた美人ナースは使命感に駆られたのか優しく手を添えてくれ… 8 | DVD    | DOCP-239   | DOC               | オムニバス作品 夢見照さん名義 |
| 10月13日 | 元No.1メイドの秘密の秘訣 ～男性の心も身体も知ってます～                                                                             | DVD    | SQTE-334   | S-Cute            |                               |
| 10月23日 | Dream History Classic | DVD    | MKMP-360   | million           | 単体ベスト                    |
| 11月27日 | Dream History [Scream] | DVD    | MKMP-367   | million           | 単体ベスト                    |
| 12月25日 | Dream History [Frontier] | DVD    | MKMP-370   | million           | 単体ベスト                    |
| 2021年   | |        |            |                   |                               |
| 1月19日  | 普通なボクが強制連射で果てまくる。性欲ビッチのヤリマンなんですウチの姪っ子は…。                                                     | DVD    | ROYD-040   | ROYAL             |                               |
| 1月29日  | Dream History [Legend] | DVD    | MKMP-377   | million           | 単体ベスト                    |
| 1月29日  | SUPER BEST OF KMP 厳選50タイトル8時間 完全保存版                                                                                    | DVD    | MKMP-378   | million           | 総集編                        |
| 2月1日   | S-Cuteパイパン美少女エッチコレクション2021 4時間                                                                                    | DVD    | SQTE-356   | S-Cute            | 総集編                        |
| 2月19日  | 素人ナンパでセンズリ鑑賞 10 見るだけでいいんです！だからちょっと僕のチ●ポ見てもらえませんか？                                       | DVD    | KAGP-172   | かぐや姫Pt/妄想族 |                               |
| 2月26日  | ノンストップ!!至高のフェラチオ4時間~最高の女優たちが導く極上の快感口淫                                                              | DVD    | MKMP-383   | million           | 総集編                        |
| 2月26日  | 大人気女優たちが初中出しされる作品を一挙公開!!SPECIAL BEST 240分                                                                    | DVD    | MKMP-384   | million           | 総集編                        |
| 3月7日   | インテリ変態教授と文学美少女 性処理玩具記録                                                                                         | DVD    | SHKD-933   | アタッカーズ      |                               |
| 3月7日   | ノーハンドフェラは奴●の証！3 手を使わずにフェラチオする13人の素人娘                                                                 | DVD    | KAGP-175   | かぐや姫Pt/妄想族 |                               |
| 3月7日   | 素人娘の全裸図鑑 16 今時の女の子13名が恥らいながら脱衣していく様子をじっくり撮影した、変態紳士のためのヘアヌードコレクション        | DVD    | KAGP-176   | かぐや姫Pt/妄想族 |                               |
| 8月7日   | どこでもおしっこ！素人娘の大放尿35人 スロー再生でじっくり鑑賞できるマニア向け映像 5                                                 | DVD    | KAGP-191   | かぐや姫Pt/妄想族 |                               |

### 配信のみ
- 夢美（8月1日、素人ホイホイZ）※夢美名義
- 146cmのミニマム美少女は小さなカラダに性欲つめこみ自粛解除の大暴れ騎乗位で東京チ○コを飲み込むド淫乱リトルモンスター!?（8月1日、MGS動画）※うた18歳名義
- ちびカワイイのに“デカ尻”アイドル!! 感度抜群の潮吹き美パイパン!! ハイスぺフェラテク引っさげてプロデューサーに猛烈枕営業!! お尻ふりふり淫語でデカチンボッキで大興奮!! アイドル無毛マ●コに濃厚中出し!!/ラブホドキュメンタリー休憩2時間/74（8月4日、MGS動画）※ゆめみりん名義
- マジ軟派、初撮。 1516 秋葉原の地下アイドルがお金に釣られてパコっちゃった♪キュートなアイドルがベットでライブに勝るセックスを魅せる! ラブリーボディが縦横無尽のピストンに乱れ舞う!!（8月8日、MGS動画）※うた名義
- 【天性のアイドルフェイス】顔だけでヌケる?!  可愛い顔してフェラ達者なひよっこ社会人のパイパンま●こをダマしてハメる!（8月12日、MGS動画）※生活雑貨販売会社 事務 入社2年目 姫川さん名義
- お勉強よりエッチが得意♪塾をサボってナイショの密会。プリップリの桃尻を震わせてイクイク連呼の早漏マ○コに中出し×アイドルフェイスに濃厚顔射! 非日常を夢見てるイマドキJ○と刺激的SEX!【うたちゃん(彼女)とおじさん(彼氏)の特別な一日】（8月23日、MGS動画）※うた名義
- うた（9月10日、おっぱいちゃん）※うた名義

- えな（3月22日、しろうとパックンチョ！！）※えな19名義
- U37ちゃん（4月30日、蜃気楼）※U37名義
- こころ（6月4日、アルバトロス）※こころ名義

### VR配信
- 夢見照うたがあなたの目の前に! 完全独占したうたの吐息を感じる100％完全密着SEX!（6月27日、KMPVR-彩-）
- LOVE×2な二人の同棲性活 ～僕の彼女は夢見照うた～（7月5日、KMPVR-彩-）
- 夏休みに遊びにきた親戚のうたちゃんととってもHな夏の思い出。（8月9日、KMPVR-彩-）
- うた18才・夏 学園一のアイドル級美少女’うた’に告白され’僕たちのはじめて’を禁断の教室で… 青春×初恋×初SEX=アオハルVR（9月18日、KMPVR-彩-）
- つ・な・が・り VR 夢見照うた ～あの日、ついにボクはアイドル’うた’と繋がった～（10月26日、KMPVR-彩-）
- 風俗ガチ恋っ! 訳アリで手こきオナクラ勤務する最上級のHな天使（11月29日、KMPVR-彩-）

- カラダ駆け巡る人生最高のくつろぎ精進奉仕 古き良き時代を満喫するはんなり夢宿屋（1月31日、KMPVR-彩-）
- ボクのカノジョが夢見照うた 「おはよ～」から「おやすみ～」までず～っとイチャラブ 連続射精で同棲ナマ活しよっ!! アイドル×46時中×恋愛解禁（2月29日KMPVR-彩-）
- 夢見照うた VR全タイトルコンプリートBEST300分!!（7月18日KMPVR-彩-）※単体ベスト
- HQ劇的超高画質 純愛コスプレSEX 彼好みのエッチでかわいい衣装に次々着替えてフル勃起からの中出し!（9月8日、ブイワンVR）
- 夢見照うた小悪魔キャラ全力フルパワー!! M男専用アイドルカフェVR 「顔はカワイイけど、口はちょっぴりわるい。そんなうたも好きでいてくれたらうれしいな!!」（10月9日、MOODYZ VR）

- 【VR】深夜1時、大嫌いな上司のせいで終電逃してまさかまさかの相部屋宿泊！こんなヤツに「失神するほど凄テクでイカされ続けた…そして顔射まで。」快楽に溺れた新人OL ゆめみてうた（4月21日、こあらVR）

### イメージDVD
| 発売日  | タイトル                   | 規格   | 品番      | メーカー | 備考   |
| 2019年  | 2019年                     | 2019年 | 2019年    | 2019年   | 2019年 |
| ------- | -------------------------- | ------ | --------- | -------- | ------ |
| 6月6日  | Uta 世界で一番可愛い宣言!! | DVD    | REBD-389  | REbecca  |        |
| 6月6日  | Uta 世界で一番可愛い宣言!! | BD     | REBDB-375 | REbecca  |        |
| 2020年  |                            |        |           |          |        |
| 1月16日 | Uta2 誘惑☆アフタースクール | DVD    | REBD-440  | REbecca  |        |
| 1月16日 | Uta2 誘惑☆アフタースクール | BD     | REBDB-426 | REbecca  |        |

## 写真集
- 夢見る少女（2020年3月10日、彩文館出版、撮影：福島裕二）ISBN 978-4775606223

## 出演

### ウェブテレビ
- スピードワゴンの月曜The Night（2019年4月2日、AbemaTV）[22][23]

### イベント
- あなたはまだ本当の夢見照うたを知らない（2019年7月11日、阿佐ヶ谷ロフトA）[24][25]